# Planta piraña
La Planta Piraña (パックンフラワー Pakkun Furawā?, romanización: Pakkun Flower) es una especie ficticia de planta carnívora perteneciente a la franquicia de videojuegos de Super Mario. Por lo general, se muestra como un tallo verde rematado por un globo rojo (en ocasiones verde) con manchas blancas, con una boca llena de dientes afilados que recuerda a las pirañas. Son enemigos que emergen de tuberías verdes dispersas en los distintos niveles que el jugador debe sortear. En varias entregas de la saga han aparecido subespecies con diferentes habilidades y atributos físicos: algunas pueden levantarse del suelo, y en algunos casos, caminar sobre sus propias raíces.
Considerada como uno de los motivos recurrentes más icónicos de la saga de Super Mario, la Planta Piraña ha participado en casi todos los títulos de la franquicia desde Super Mario Bros. de 1985 , así como en numerosas ocasiones fuera de ella. En particular, se ha adaptado como un personaje jugable disponible a través de contenido descargable para el videojuego de lucha Super Smash Bros. Ultimate (2018), desarrollado por Bandai Namco Studios y Sora Ltd.. Esta aparición de la especie ha tenido una recepción generalmente positiva.

## Desarrollo
El nombre japonés de la Planta Piraña, Pakkun Flower, es una derivación de paku-paku (パクパク?), una onomatopeya para los movimientos de la boca al comer. Con su primera aparición en 1985 en Super Mario Bros., fueron originalmente diseñadas como plantas carnívoras estacionarias, confinadas dentro de las tuberías verdes de los distintos niveles esperando que la presa se acerque a su rango (de forma similar a una venus atrapamoscas). Dentro del contexto del diseño de videojuegos, la planta es un obstáculo de bajo riesgo que está vinculado a una sola ubicación a modo de trampa. El propósito de este diseño es crear plataformas que son temporalmente seguras y en ocasiones peligrosas, con lo que ocupa el lugar de un desafío ambiental y de un enemigo para el jugador.
Las fauces de estos enemigos, que apuntan hacia arriba y están repletas de dientes afilados, sirven como una pista visual para que el usuario no permita que su personaje la toque desde arriba, lo que da forma a sus expectativas para el resto del juego como parte de su vocabulario visual continuo. Títulos posteriores subvierten estas nociones al permitir el contacto físico directo sin recibir daño: en Super Mario 64 por ejemplo, los jugadores pueden derrotar de forma segura a la Planta Piraña al ejecutar con Mario un pisotón desde arriba. En Super Mario 3D World, los usuarios pueden recoger las plantas pirañas que crecen en macetas para usarlas de arma contra otros enemigos.
El director de Super Smash Bros. Ultimate, Masahiro Sakurai, escogió a la Planta Piraña como un luchador añadido tras el lanzamiento porque la estimó como un personaje muy reconocido, y consideró que convertirla en un bono por la compra temprana del juego, como parte de una oferta de tiempo limitado, sería una forma efectiva de promoción. Si bien Sakurai reconoció que la Planta Piraña es un ejemplo de personaje jugable fuera de las expectativas típicas de los usuarios, enfatizó que tener un «buen equilibrio» se prioriza sobre el elemento sorpresa en cuanto a la planificación del plantel de combatientes.

## Apariciones

### Franquicia deSuper Mario
La Planta Piraña apareció por primera vez en el nivel 1-2 de Super Mario Bros. (19859. De color verde, su método de caza y alimentación implica alzar su cabeza para morder a las presas que se acerquen. Las versiones de color rojo hacen su aparición en Super Mario Bros.: The Lost Levels (conocido como Super Mario Bros. 2 en Japón). Reflejan la dificultad más elevada de Lost Levels, ya que tienen un patrón de movimiento más rápido en comparación con la versión verde original y son capaces de emerger de las tuberías cuando el personaje está parado cerca. Super Mario Bros. 3 introdujo la Planta Piraña de fuego (ファイアパックン Faia Pakkun?, romanización: Fire Pakkun), una variante que escupe bolas de fuego como un ataque a distancia; a lo largo de diferentes iteraciones del personaje, también se ha mostrado lanzando veneno y hielo. En contraposición con las convenciones de las entregas anteriores, su cabeza se gira hacia un lado y apunta al usuario, en tanto que la parte que crece del tallo es una superficie lisa y redonda. Otro tipo de Planta Piraña en Super Mario Bros. 3 es conocida como Plantarina: puede caminar y exhala aire para levantar una bola con púas sobre su cabeza y así obstaculizar el progreso del jugador.
Continuaron apareciendo en los títulos posteriores de la franquicia de Super Mario, a menudo con algunos cambios en su diseño y en sus patrones de combate. Los especímenes más grandes generalmente requieren múltiples ataques antes de caer derrotados. New Super Mario Bros. para Nintendo DS estableció una apariencia visual consistente para la Planta Piraña básica. En New Super Mario Bros. U estos enemigos rara vez se refugian en las tuberías; pueden aparecer en plataformas móviles y constantemente atacan con su mandíbula. Super Mario Sunshine presenta un tipo único de Planta Piraña de gran tamaño llamado Petey Piranha (Pepito Piraña en Hispanoamérica y Floro Piraña en España). De forma similar, Super Mario Galaxy introduce una variante similar y más avanzada bajo el nombre de Planta Dinopiraña. En Super Mario Odyssey aparece una variante (la hay también gigante) que escupe veneno, el cual no sólo es dañino para el fontanero, sino que también inundará los suelos invisibles con grandes charcos de color púrpura. Mario, al lanzar a Cappy hacia su cabeza, también puede transformarse en Planta Piraña.
Otras apariciones de la Planta Piraña dentro de la franquicia extendida de Mario incluyen la serie de televisión de 1989, Mario Tennis Aces y en varios minijuegos de Mario Party. En la serie de videojuegos derivada Mario Kart, Floro Piraña ha participado como corredor en Mario Kart: Double Dash y más de veinte años después en Mario Kart Tour y Mario Kart 8 Deluxe. En Mario Kart 7 se introdujo el circuito Tuberías Planta Piraña, donde toman un papel preeminente; esta pista repitió su aparición en su secuela y en Tour. En estos las plantas sirven como peligros ambientales y como objetos para acelerar al vehículo.

### En otros medios
Las plantas pirañas han hecho numerosas apariciones más allá de la franquicia de Mario. Algunos ejemplos incluyen Tetris Attack, The Legend of Zelda: Link's Awakening y su nueva versión de 2019, Lego City Undercover y en Sonic Lost World como contenido descargable.
Este personaje fue el primer luchador introducido vía contenido descargable para el título de 2018 Super Smash Bros. Ultimate. Llegó al plantel en enero de 2019, y estuvo disponible de forma gratuita para los usuarios que compraran y registraran el juego con una cuenta de My Nintendo antes del final de dicho mes, después del cual se mantuvo como un combatiente a la venta de forma separada. A su vez, Ultimate marca la primera vez que la Planta Piraña ha sido un personaje que el jugador puede manejar, desde entonces, también se puede controlar en el videojuego Dr. Mario World.

## Promoción y comercialización

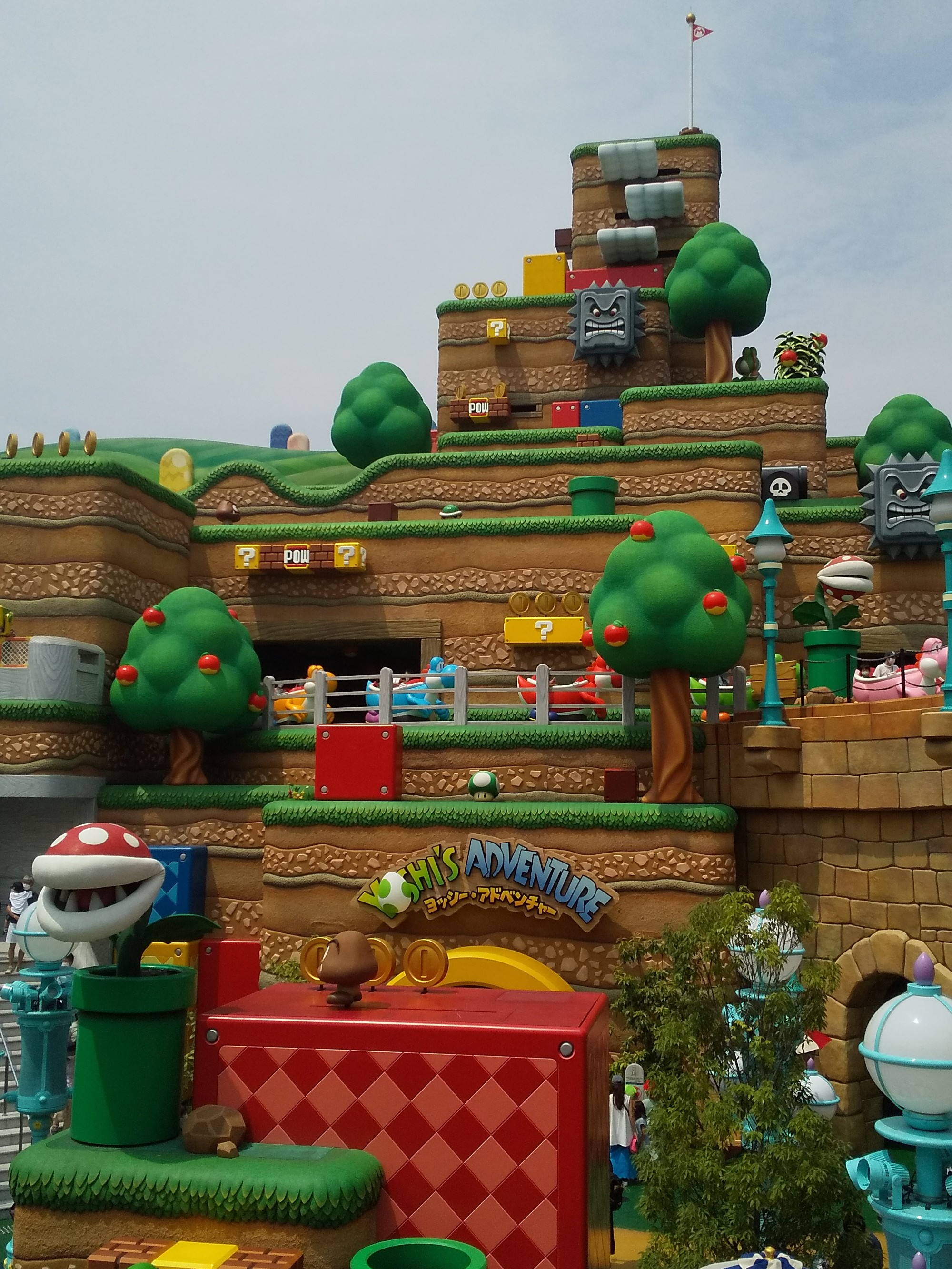
Vista del parque temático Super Nintendo World; véase una escultura de gran tamaño de una Planta Piraña sobre una tubería en la esquina inferior izquierda.

Las plantas pirañas son una de las atracciones prominentes en el área temática de Super Nintendo World en Universal Studios Japón de Osaka. Un minijuego llamado Piranha Plant Nap Mishap presenta hasta cuatro participantes que deben golpear repetidamente la parte superior de doce despertadores de gran tamaño para silenciarlos antes de que «despierten» por completo una enorme Planta Piraña que se cierne sobre ellos.
El personaje es objeto de variedad de productos comerciales. Los ejemplos incluyen pantuflas, un juguete con la tubería verde;
una figura con la marca Super Mario y una botella de diseño limitado de Coca Cola para celebrar el primer aniversario de la inauguración de Super Nintendo World en Osaka. A partir de la década de 2020, varios juegos de Lego tienen a la Planta Piraña como pieza central. Una figura Amiibo de este personaje llegó al mercado en febrero de 2019, a razón de su aparición en Smash Ultimate. Epoch Games produjo un juego de mesa centrado en este enemigo titulado Super Mario Piranha Plant Escape: su modo de juego se basa en lazar un dado para que las figuras que representan a Mario y Luigi avancen mientras los participantes intentan evitar que reciban un ataque de la Planta Piraña central.

## Recepción

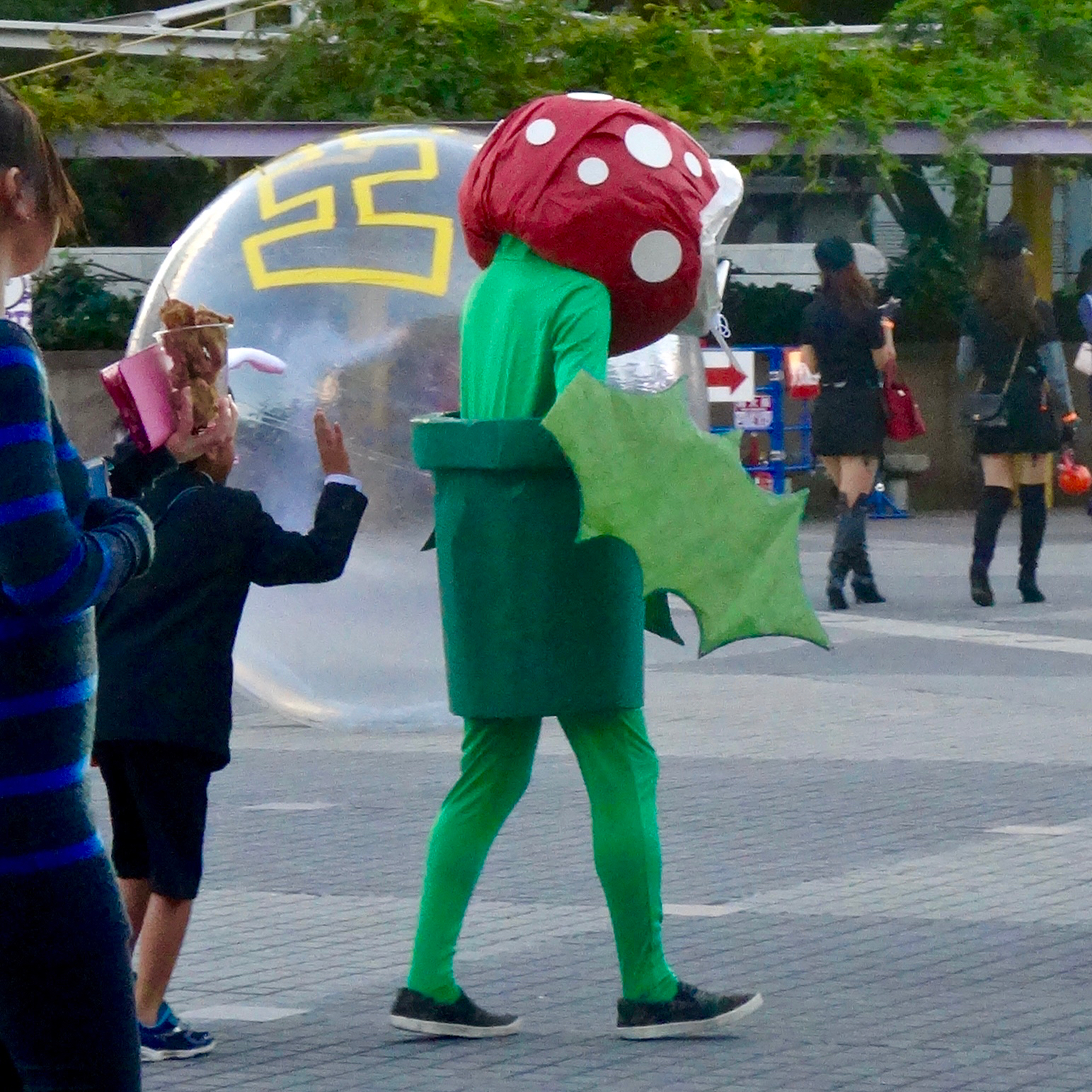
Un cosplayer de la Planta Piraña.

Varios medios de comunicación han destacado a la Planta Piraña como uno de los elementos icónicos de la franquicia de Mario. Este enemigo ha aparecido en numerosas listas de clasificación de personajes en publicaciones especializadas en videojuegos, como IGN, 1UP.com, y GameDaily. Los productos comerciales basados en la planta, en particular los juegos de Lego, han recibido reseñas generalmente positivas.
La revelación de la Planta Piraña como personaje jugable en Super Smash Bros. Ultimate produjo una respuesta entusiasta de las publicaciones de videojuegos, así como de los jugadores. Aunque algunos usuarios encontraron problemas técnicos al desbloquear al personaje o experimentaron corrupción en sus archivos de guardado tras instalar el contenido descargable, la recepción de tanto jugadores profesionales como casuales fue generalmente postiva.
IGN laureó las mecánicas del manejo de la Planta Piraña en sus primeras impresiones del contenido descargable poco después de su lanzamiento. En su reseña en profundidad de la planta como luchadora, Justin Berube de Nintendo World Report declaró que originalmente tuvo sus reservas respecto a su inclusión en el plantel, a expensas de personajes más prominentes como Waluigi, pero admitió que su estilo de juego terminó resonando con él. Después de describir las habilidades de cada combatiente en detalle, Berube concluyó que sus movimientos únicos permiten posibilidades creativas, además de añadir diversión a los enfrentamientos. La escritora de Kotaku Cecilia D'Anastasio resumió el sistema de juego de la Planta Piraña en Smash Ultimate como «lento pero divertido», en tanto que criticó su falta de velocidad y movilidad y elogió sus movimientos variados, que pueden provocar «ataques encadenados interesantes». A diferencia de la opinión positiva de sus compañeros en el caso de Smash Ultimate, Gavin Lane de Nintendo Life estuvo poco impresionado por el anuncio de la Planta Piraña en Dr. Mario World en diciembre de 2020, y se burló de Nintendo por «tocar fondo».